# Teasc
Teasc es una comuna ubicada en el distrito de Dolj, Rumania.

## Superficie
Posee una superficie de 48,13 kilómetros cuadrados.

## Demografía
Hasta 2021 la población era de 3059 habitantes, con una densidad de población de 63,56 habitantes por kilómetro cuadrado.